# Frédérique Duyrat
Frédérique Duyrat, née le 6 octobre 1970 à Châtenay-Malabry, est une historienne et conservatrice de musée française.

## Biographie
Agrégée d’histoire (1994), docteure en histoire (Sorbonne Université, 2000), habilitée à diriger des recherches (Sorbonne Université, 2010), spécialiste d’histoire et de numismatique du Proche-Orient classique et hellénistique, ancienne allocataire de recherche de l’Institut français d’archéologie du Proche-Orient à Damas (1996-1998), Frédérique Duyrat a été maître de conférences en histoire ancienne à l’Université d’Orléans de 2001 à 2009 avant de rejoindre le département des Monnaies, médailles et antiques de la Bibliothèque nationale de France en janvier 2010, comme responsable de la collection des monnaies grecques. Elle a été chercheuse associée au Centre Ernest Babelon, Institut de recherche sur les archéo-matériaux (UMR 5060, CNRS) de 2002 à 2013, à l’équipe de recherche Orient et Méditerranée – Mondes sémitiques (UMR 8167, Université Paris – Sorbonne) de 2013 à 2023 et à  l'équipe de recherche Anhima (UMR 81210, EPHE) depuis septembre 2013. Elle est membre de l’école doctorale archéologie (ED 112) de l’université Paris I - Panthéon Sorbonne. Enfin, elle a été membre junior de l'Institut universitaire de France (http://iuf.amue.fr) de 2006 à 2009.
De 2013 à 2023, elle est directrice du département des Monnaies, médailles et antiques de la Bibliothèque nationale de France. À partir de 2015, elle est conservatrice générale des bibliothèques. Elle est membre de la Société des professeurs d’histoire ancienne de l’Université, de l'Association française d'histoire économique et de la Société française de numismatique. Elle  a aussi été co-directrice de la Revue numismatique de 2013 à 2023.
En septembre 2023, elle est nommée directrice des collections à l'Ashmolean Museum de l'Université d'Oxford et directrice de l'Heberden Coin Room, et simultanément professeure de numismatique antique de la Faculty of Classics de la même université et membre du governing body de Wolfson College. À partir de la rentrée académique de 2023, elle est élue directrice d'études cumulante en charge de l'Histoire monétaire du monde grec (VIIe-Ier siècles avant J.-C.) à l'Ecole Pratique des Hautes Etudes.
Elle est nommée au grade de chevalière de l'ordre des Arts et des Lettres à l'été 2023.
Par ailleurs, elle a consacré l'essentiel de ses travaux universitaires à l’histoire du monde grec vue à travers l'étude de la monnaie. Elle a été récompensée par deux prix académiques: le prix Mendel de l’Institut de France Académie des Inscriptions et belles lettres; le prix Delepierre de la Société pour l’encouragement des études grecques, pour la publication de son ouvrage Arados hellénistique en 2005.
Elle a co-organisé et publié plusieurs colloques et est l’auteur de plusieurs dizaines de livres et d’articles.

## Décorations
- Chevalière de l'ordre des Arts et des Lettres (2 novembre 2023)[10].

## Publications
- Les monnayages syriens, quel apport pour l’histoire du Proche-Orient hellénistique et romain ? Actes de la Table ronde de Damas... 1999, organisée par la Direction générale des antiquités et des musées de Syrie ; avec la collab. de l'Institut français d'archéologie ; édités par Christian Augé et Frédérique Duyrat, 2002  (ISBN 2912738172).
- Le roi et l’économie. Autonomies locales et structures royales dans l’économie de l’empire séleucide. Topoi, Supplément 6, 2004, par Véronique Chankowski et Frédérique Duyrat éditrices, 595 p.  (ISSN 1764-0733).
- Arados hellénistique. Étude historique et monétaire, Beyrouth, 2005, 450 p.  (ISBN 2912738334)
- L’exception égyptienne ? Production et échanges monétaires en Égypte hellénistique et romaine, actes du colloque d’Alexandrie, 13-15 avril 2002, Frédérique Duyrat et Olivier Picard éditeurs, Études alexandrines 10, Le Caire, 2005, réédité en 2008, 391 p.  (ISBN 272470410X)
- Le Charaktèr du Prince. Expressions monétaires du pouvoir en temps de troubles, Cahiers d’histoire ancienne 49 (2012), A. Suspène, F. Duyrat (éd.). http://etudesanciennes.revues.org/399
- Les monnaies de fouille du monde grec (VIe-Ier s. a.C.). Apports, approches et méthodes, Scripta Antica n° 93, Ausonius, Bordeaux, 2016, 341 p., Frédérique Duyrat et Catherine Grandjean éditrices.
- Henri Seyrig (1895-1973), Supplément 3 de Syria, 2016, 400 p., Frédérique Duyrat,  Françoise Briquel-Chatonnet, Olivier Picard, Jean-Marie Dentzer éditeurs  (ISBN 978-2-35159-801-6).
- Wealth and Warfare. The Archaeology of Money in Ancient Syria, Numismatic Studies no. 34, American Numismatic Society, New York, 2016, 628 p.  (ISBN 978-0-89722-346-1)
- Simon Glenn, Frédérique Duyrat, and Andrew Meadows. Alexander the Great : A Linked Open World. Bordeaux: Ausonius Éditions, 2018.
- Frédérique Duyrat, Maryse Blet-Lemarquand, 'The Gold of Lysimachus. Elemental Analysis of the collection of the Bibliothèque Nationale de France using LA-ICP-MS'. In Sheedy, Kenneth A.; Davis, Gillan. Metallurgy in Numismatics 6 - Mines, metals, and money : Ancient World studies in Science, Archaeology and History, pp.175-193. London: Spink, 2020, RNS Special Publication 56, 0-901405-35-5. ffhal03026841f
- Arnaud Suspène, Maryse Blet-Lemarquand, Frédérique Duyrat, Sylvia Nieto-Pelletier (éd.), Aureus. Le pouvoir de l’or / the Power of Gold, Bordeaux, 2023.  (ISBN 978-2-35613-578-0)

## Conférences enregistrées
- L'or blanc des Grecs [Enregistrement sonore] : conférence du 8 novembre 2011 / Frédérique Duyrat, aut. ; Frédérique Duyrat, participante. Bibliothèque nationale de France, 2011[11].
- La monnaie et les nouveaux outils numériques, colloque ANHIMA, mondes anciens, regards nouveaux, 8-10 juin 2017. https://www.canal-u.tv/video/cnrs_ups2259/humanites_numeriques_nouveaux_outils_nouvelles_methodes_frederique_duyrat.36177